# Диорама (Гояс)
Диорама (порт. Diorama) — муниципалитет в Бразилии, входит в штат Гояс. Составная часть мезорегиона Северо-запад штата Гойас. Входит в экономико-статистический микрорегион Арагарсас. Население составляет 2395 человек на 2006 год. Занимает площадь 687,339 км². Плотность населения — 3,5 чел./км².
Праздник города — 17 декабря. 

## История
Город основан в 1958 году.

## Статистика
- Валовой внутренний продукт на 2003 год составляет 17 653 111,00 реалов (данные: Бразильский институт географии и статистики).
- Валовой внутренний продукт на душу населения на 2003 год составляет 7228,96 реалов (данные: Бразильский институт географии и статистики).
- Индекс развития человеческого потенциала на 2000 год составляет 0,733 (данные: Программа развития ООН).